# Macromantis ovalifolia
Macromantis ovalifolia är en bönsyrseart som beskrevs av Stoll 1813. Macromantis ovalifolia ingår i släktet Macromantis och familjen Mantidae. Inga underarter finns listade i Catalogue of Life.